# 伯纳黛特你去了哪
是2019年美国的一部喜剧剧情片，由理查德·林克莱特执导，林克莱特、霍莉·根特和文斯·帕尔默编剧，改编自玛丽亚·森普尔的同名小说，演员阵容包括凯特·布兰切特、比利·克鲁德普、克莉絲汀·薇格、茱蒂·葛瑞兒和勞倫斯·費許朋，讲述前建筑师伯纳黛特在家人前往南极洲旅游前夕失踪的故事。
影片于2019年8月16日由安纳布尔纳影业联合联美发行，口碑上褒贬不一。

## 剧情
避世隐居的前建筑师伯纳黛特·福斯与丈夫埃尔金和15岁的女儿巴拉克里希娜·“阿比”住在西雅图一间残破的校舍中。伯纳黛特很少走出家门，或是接触其他人，渐渐患上了广场恐惧症。她和阿比学校的其他家长相处得也不好，其中就包括她的邻居奥黛丽·格里芬。伯纳黛特尽管不善与人交往，但还是格外体贴照顾阿比。
阿比在学校取得好成绩，央求父母和自己去南极洲旅行一趟，以此犒劳自己。伯纳黛特虽有点不甘心，还是同意去了。不久后，伯纳黛特的行为变得愈发古怪，开始莫名其妙地关心起其他人。她又服用处方鸡尾酒，希望在出发去南极洲前控制焦虑和失眠的症状，结果病情愈发严重。她与奥黛丽的矛盾愈发升级，有一次奥黛丽指责伯纳黛特开着她的车扬长而去，还压到了她的脚；伯纳黛特清除了奥黛丽家上方山坡的全部侵入性蓝莓，结果山坡在一个暴雨天突然泥沙俱下，冲向了奥黛丽的房子和花园。阿比责怪伯纳黛特身为建筑师，竟然不知道如果没有蓝莓稳固位置，山坡就会垮塌，伯纳黛特则坚称自己只是遵照奥黛丽的请求做事。
伯纳黛特的印度私人助理曼朱拉时不时和她聊天。有一天，她发现埃尔金、库尔兹医生和一位联邦调查局探员就侵入事件来到她家调查。他们表示，曼朱拉是俄罗斯犯罪组织的前线人员，已经掌握伯纳黛特的个人信息，计划诈骗她的家人。埃尔金想让伯纳黛特和库尔兹医生一起到精神病院接受治疗，这让伯纳黛特很是害怕。她半夜溜出家门，来到奥黛丽家中躲避，还给对方一些补偿。在奥黛丽的帮助下，伯纳黛特飞到了南极洲。联邦调查局探员说俄罗斯犯罪组织已经被彻底铲除后，埃尔金和阿比决定紧随伯纳黛特前去。
在南极洲，伯纳黛特结交了一位科学家，从对方处得知他们在南极圈的考察站打算彻底重建，需要一位建筑师帮忙。她偷偷登上一艘游艇，在帕尔默站停留，说服科考队队长替她在下一支前往南极圈的护卫队中安排位置。与此同时，埃尔金意识到妻子已经不需要自己的支持，他和阿比在科考站追上，发现她已经重新点燃对建筑的热情，便批准她在南极洲度假五个礼拜。

## 阵容
- 凯特·布兰切特 饰 伯纳黛特·福斯（Bernadette Fox）
- 比利·克鲁德普 饰 埃尔吉·布兰奇（Elgie Branch）
- 艾玛·尼尔森（Emma Nelson） 饰 巴拉克里希娜·“阿比”·布兰奇（Balakrishna "Bee" Branch）
- 克莉絲汀·薇格 饰 奥黛丽·格里芬（Audrey Griffin）
- 詹姆斯·厄巴尼亚克（英语：James Urbaniak） 饰 马库斯·斯特兰德（Marcus Strang）
- 茱蒂·葛瑞兒 饰 珍妮尔·库尔兹医生（Dr. Janelle Kurtz）
- 托瑞安·艾沃瑞·贝莉萨里奥 饰 贝琪（Becky）
- 佐伊·赵（英语：Zoë Chao） 饰 李秀琳（Soo-Lin Lee-Segal）
- 勞倫斯·費許朋 饰 保罗·耶利内克（Paul Jellinek）
- 克劳迪娅·杜米特（英语：Claudia Doumit） 饰 爱丽丝（Iris）
- 凯特琳·斯坦顿（Katelyn Statton） 饰 薇薇安（Vivian）
- 史提夫·扎恩 饰 大卫·沃克（David Walker）
- 梅根·穆拉利（英语：Megan Mullally） 饰 朱迪·托尔（Judy Toll）
- 理查德·罗比绍（Richard Robichaux）饰 药剂师弗洛伊德（Floyd the pharmacist）
- 约翰内斯·豪库尔·约翰内森（英语：Jóhannes Haukur Jóhannesson） 饰 鲁弗罗尔队长（Captain J. Rouverol）
- 凯特·伯顿（英语：Kate Burton (actress)） 饰 艾伦·艾德森（Ellen Idelson）

## 制作
2013年1月，安纳布尔纳影业与Color Force买下小说的电影改编权，斯科特·诺伊施塔特和迈克尔·H·韦伯负责编写剧本。森普尔、布莱恩·凯斯（Bryan Unkeless）和特德·希珀（Ted Schipper）担任执行制片人。2015年2月，理查德·林克莱特宣布执导影片，同年11月凯特·布兰切特出演主角伯纳黛特。2016年4月，消息指霍莉·根特·帕尔默和文斯·帕尔默已接管影片的编剧，林克莱特也被列为编剧。
2017年3月，克莉絲汀·薇格加入剧组，同年5月，比利·克鲁德普加入剧组，是他继2001年电影《乱世有情人》后，第二次和布兰切特合作。6月，茱蒂·葛瑞兒、詹姆斯·厄巴尼亚克和勞倫斯·費許朋加盟。7月，托瑞安·艾沃瑞·贝莉萨里奥加盟。2018年6月，艾玛·尼尔森宣布加入。格雷厄姆·雷诺兹负责创作配乐。
主体拍摄于2017年7月10日启动，取景地包括西雅图、匹兹堡和温哥华。南极洲的戏则在格陵兰取景。

## 发行
2018年5月11日为影片的原定上映档期，之后日期推迟到10月19日，再后来移到2019年3月22日和2019年8月9日，最终定档于8月16日。

## 评价

### 票房
影片于北美（美国和加拿大）地区与《光盲青春》、《鲨海逃生》和《好小男孩》同日上映，首周末于2404家影院取得约500万美元的票房成绩，加上120万首映票房（含20万周四晚点映票房），凭借350万的票房位列票房榜第11位。

### 专业评价
据汇总媒体烂番茄，影评获166条评论，腐烂度49%，平均得分5.67/10。网站共识写道：“《伯纳黛特你去了哪》令人沮丧地证明了有才华的导演、畅销的原作和惊艳的剧组出来的效果，远低于三者单独效果的总和”。Metacritic评论有39条，平均分51/100，表示“褒贬不一或口碑平平”。影院评分观众投票得分为“B”级（评级为A+到F）。PostTrak平均分3.5/5，“绝对推荐度”为60%。
《芝加哥太阳报》的理查德·罗珀打出2/4星的评分，认为影片无疑是“2019年最令人失望的电影之一，摄影风格扎实但简单，有问题的角色一大堆，消极得令人非常反感和沮丧，稍不留神就落入使人昏昏欲睡的老套路”。《环球邮报》的巴瑞·赫兹（Barry Hertz）打出1/4星差评，表示“问题就在于，林克莱特在电影中深埋了许多隐喻，或者说影片遭到多次修改，打造出一个有见地、乃至说令人振奋的故事，讲述一位富有创造力的天才停止创作会发生的事情，这种修改做得似乎有点犹豫不决。然而，原作提出了很好的论点，那就是，对于某些艺术家来说，在前进的征途中选择离开也未尝不是一件坏事。”香港01撰稿人寇斯珮认为，导演理查德·林克莱特过往的作品“善于发掘生活中的细节，呈现日常生活中被人忽略的细腻”，胜在真实，而本片改编自虚构小说，强烈的戏剧性质完全不是普通家庭主妇会遇到的人生课题，有一种一般人无法理解的情感，不那么容易让观众产生共鸣，这完全不符合导演的气质。

### 奖项
| 年份 | 大奖             | 奖项                       | 获得者          | 结果 | 参考   |
| ---- | ---------------- | -------------------------- | --------------- | ---- | ------ |
| 2020 | 第77屆金球獎     | 最佳音樂及喜劇類電影女主角 | 凯特·布兰切特   | 提名 | [ 32 ] |
| 2020 | 女性影评人圈     | 最佳女主角                 | 凯特·布兰切特   | 提名 | [ 33 ] |
| 2020 | 奥斯汀影评人协会 | 奥斯汀奖                   | 理查德·林克莱特 | 提名 | [ 34 ] |